# Gyrinus impressicollis
Gyrinus impressicollis är en skalbaggsart som beskrevs av Kirby. Gyrinus impressicollis ingår i släktet Gyrinus och familjen virvelbaggar. Inga underarter finns listade i Catalogue of Life.